# Целеев
Целеев (пол. Celejów) — польский дворянский герб.

## Описание
В лазоревом поле на двух железных якорях взлетающий ворон.
На щите дворянский коронованный шлем. Нашлемник: три страусовых пера, на них золотой кавалерский крест. Намёт  на щите лазоревый, подложенный золотом. Герб Клеменсовских внесён в Часть 1 Сборника дипломных гербов Польского Дворянства, невнесённых в Общий Гербовник, стр. 81.

## Герб используют
Мартын Клеменсовский, г. Целеев, жалован 24.04.1851 дипломом на потомственное дворянское достоинство Царства Польского.